# تابانوویچی
تابانوویچی (به صربی: Tabanovići) یک منطقهٔ مسکونی در صربستان است که در پوژگا واقع شده‌است. تابانوویچی ۱۳۷ نفر جمعیت دارد.